# El Mocúzarit
El Mocúzarit är en ort i Mexiko.   Den ligger i kommunen Álamos och delstaten Sonora, i den nordvästra delen av landet, 1 300 km nordväst om huvudstaden Mexico City. El Mocúzarit ligger 116 meter över havet och antalet invånare är 632.
Terrängen runt El Mocúzarit är kuperad åt nordost, men åt sydväst är den platt. Runt El Mocúzarit är det mycket glesbefolkat, med 7 invånare per kvadratkilometer. El Mocúzarit är det största samhället i trakten. I omgivningarna runt El Mocúzarit växer huvudsakligen savannskog.